# L'Avis des bulles
L'Avis des bulles est un périodique consacré à la bande dessinée mensuel français créé en 1996 qui recense chaque mois les publications récentes de manière détaillée (près de 2000 albums critiqués par an). Diffusé uniquement sur abonnement, il est destiné aux bibliothécaires. Son 236e numéro a été publié en mars 2020.